# کری آن اینابا
کری آن اینابا (به انگلیسی: Carrie Ann Inaba) (زاده ۵ ژانویه ۱۹۶۸) بازیگر آمریکایی است.
از فیلم‌های معروف او می‌توان به بازی در فیلم آستین پاورز: در عضو طلایی و باکره آمریکایی اشاره کرد.